# Pháo tự hành M110
Pháo tự hành M110 là pháo tự hành có cỡ nòng lớn nhất còn được sử dụng của Quân đội Hoa Kỳ. M-110 thường được triển khai trong các tiểu đoàn pháo binh hỗ trợ nói chung và các cấp bậc khác của quân đội nói riêng. Nhiệm vụ của M-110 bao gồm hỗ trợ, định vị bắn phá pháo binh địch và ngăn chặn hệ thống phòng không của đối phương. M-110 được xuất khẩu sang một số quốc gia và hiện tại vẫn còn phục vụ trong quân đội ba nước NATO là Hy Lạp,Tây Ban Nha và Thổ Nhĩ Kỳ.

## Đặc điểm
Theo nhà sản xuất tỷ lệ bắn điển hình của M110 là 3 viên trên 2 phút khi hoạt động tối đa và 1 viên trên 2 phút khi bình thường. M110 thường có một dầm thủy lực để tự động chứa hơn 200 pound đạn. Tuy nhiên những dầm tự động này dễ bị hỏng hóc và thường làm chậm hoạt động của khẩu pháo, bởi vì các dầm này yêu cầu tổ lái phải hạ hoàn toàn nòng pháo trước khi sử dụng nó. Tổ lái có thể tăng tốc độ bắn lên hai đến bốn phát một phút bằng cách sử dụng dầm tay. Sử dụng các dầm này đòi hỏi nhiều về thể lực, nhưng kíp lái không cần phải hạ nòng pháo như dùng dầm tự động.
M110 có tầm bắn từ 16.800 mét cho đến 25.000 mét khi bắn đạn tiêu chuẩn, và lên đến 30.000 mét khi bắn đạn có tên lửa hỗ trợ.

## Lịch sử
M110 được sử dụng bởi Mỹ và bản thiết kế đã được sử dụng làm cơ sở cho các pháo tự hành của họ sau này. M110A2 là phiên bản mới nhất với hãm nòng đôi, phiên bản A1 trước đó đã có pháo nòng trơn. Nó lần đầu tiên được đưa vào sử dụng trong quân đội Mỹ vào năm 1963. Nó đã được sử dụng trong chiến tranh Việt Nam khi Quân đội Hoa Kỳ tham chiến tại đây, kể cả trong chiến dịch Lá chắn Sa mạc và Bão táp Sa mạc của quân đội Anh. Lục quân Hoa Kỳ và Thủy quân lục chiến Hoa Kỳ chủ yếu dựa vào pháo tự hành 155mm M109 trong cuộc xung đột này, gửi M110 còn lại cho các đơn vị Vệ binh quốc gia. Sau đó, các đơn vị này đã sở hữu M109 sau khi xung đột vùng Vịnh kết thúc. Đợt đạn pháo cuối cùng được bắn từ một chiếc M110 đã diễn ra tại Ft.Drum NY vào ngày 23 tháng 6 năm 1991.
M110 đã ngừng phục vụ trong quân đội Mỹ, pháo có cỡ nòng trên 155 mm không còn hiệu quả như như quá gần khoảng cách phạm vi và hỏa lực, và các hệ thống vũ khí hạng nặng hơn đòi hỏi nhiều nguồn lực hơn để hoạt động. Nòng pháo đã nghỉ hưu từ M110 được ban đầu được sử dụng như là vỏ bọc bên ngoài trong dây chuyền sản xuất của bom GBU-28.
Một số M110A2 đã được tân trang từ 175mm m107.
Vào cuối của Chiến tranh Lạnh trong Kế hoạch Phòng 86, tất cả các sư đoàn bộ binh thiết giáp và cơ giới bao gồm một tiểu đoàn pháo hạng nặng bao gồm M110A2 8 "SP pháo với 6 khẩu súng cho mỗi tổng cộng là 12 khẩu súng, cộng với pin một trong9 MLRS tên lửa pháo binh.

## Đạn
- M14 Dummy
- M106 HE
- M650 HE tên lửa hỗ trợ
- M509 ICM
- M404 ICM
- M426
- M422A1 W33 (Vũ khí hạt nhân)
- W79 (Đạn pháo hạt nhân)

## Sử dụng trong
Chiến tranh Việt Nam
Chiến tranh vùng Vịnh

## Nước sử dụng

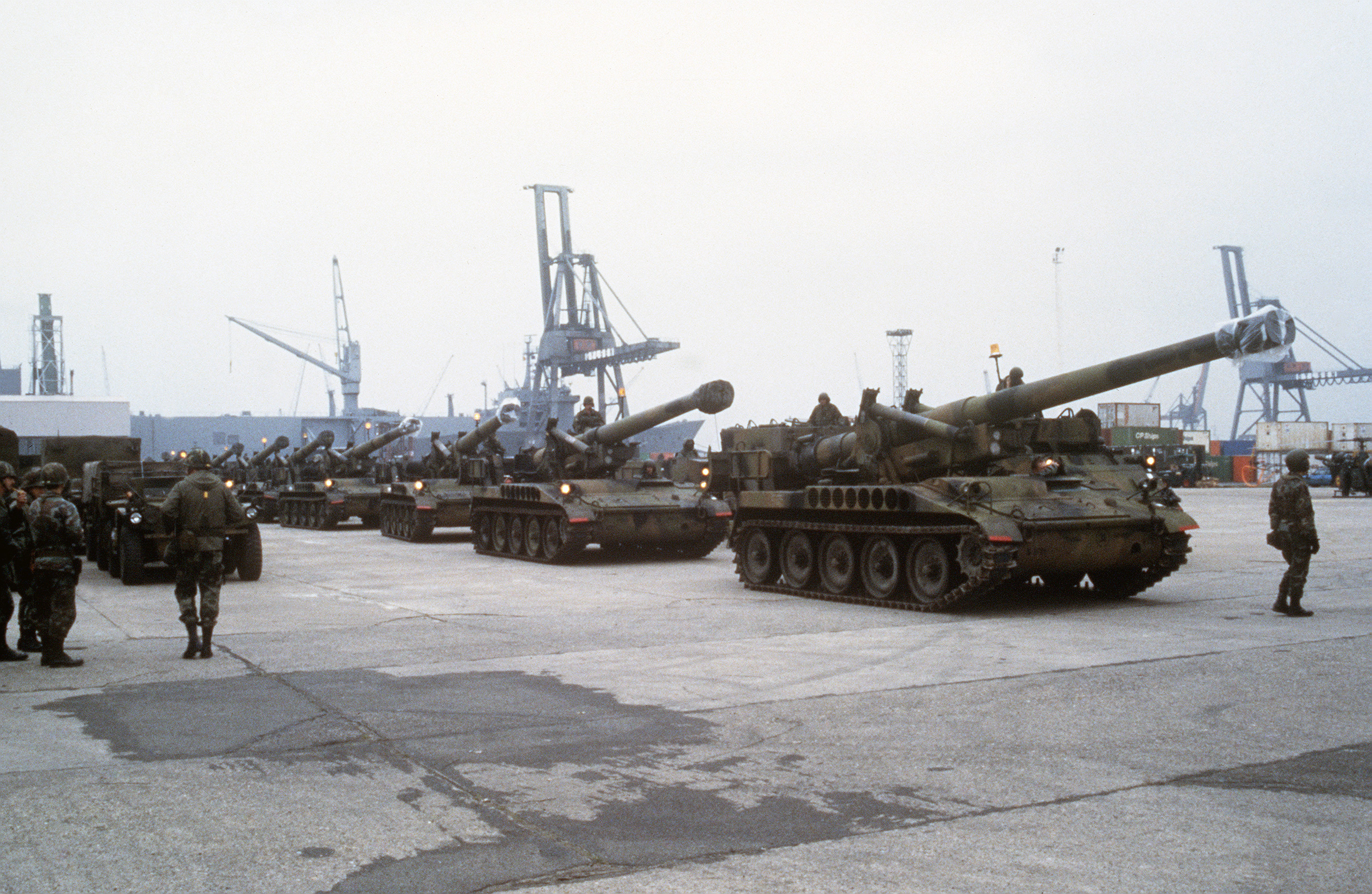
Pháo tự hành M110A2 của Quân đội Mỹ

- : Quân đội Bỉ từ năm 1972 đến 1993
- : Quân đội Ai Cập Nhận được 144 chiếc M110A2 viện trợ năm 1996.
- : Quân đội Đức Dùng M110A2 đến năm 1993.
- : Quân đội Hy Lạp
- : Quân đội Cộng hòa Hồi giáo Iran.
- : Quân đội Israel.
- : Đội phòng vệ Nhật Bản
- : Lực lượng vũ trang Jordan
- : Quân đội Hàn Quốc M110 đến năm 2008.
- : Quân đội Maroc
- : Quân đội Pakistan (260)
- : Quân đội Hoàng gia Bahrain Nhận 13 M110A2 từ Hà Lan năm 1994[2], 25 M110A2 từ Mỹ năm 1996[3].
- : Quân đội Hoàng gia Hà Lan M110A1 và M110A2, thay thế bằng M109 vào những năm 1990
- : Quân đội Tây Ban Nha M110A2, sử dụng đến năm 2009.
- : Quân đội Đài Loan 60 M110A2.[4]
- : Quân đội Thổ Nhĩ Kỳ Thay thế dần M110A2 bằng T-155 Fırtına
- : Quân đội Anh Thay thế bằng AS-90 trong những năm 1990
- : Quân đội Hoa Kỳ.
- Quân Giải phóng miền Nam Việt Nam Tịch thu cai quản do Bộ đội Giải phóng quân xử lý